# Creetown
Creetown est une petite ville balnéaire du Stewartry de Kirkcudbright, à Galloway, dans la zone communale de Dumfries et Galloway, au sud-ouest de l'Écosse. Sa population est d'environ 750 personnes. Il est situé près de la tête de Wigtown Bay, à 29 km à l'ouest de Castle Douglas. La ville s'appelait à l'origine Ferrytown of Cree (gaélique écossais : Port Aiseig a' Chrìch) car elle formait l'une des extrémités d'une route de ferry qui emmenait les pèlerins à travers l'estuaire de la rivière Cree jusqu'au sanctuaire de St Ninian à Whithorn. C'est pourquoi l'équipe locale de football, créée en 1895, est connue sous le nom de « Le Ferrytoun ».